# Edwin Colón
Edwin C. "Eddie" Colón (21 de desembre del 1982 -) és un lluitador professional de Puerto Rico que treballa a la marca RAW de World Wrestling Entertainment (WWE). Actualment forma tag amb el seu germà Carlito, junts han aconseguit guanyar diversos campionats per parelles.